# Tobarra
Tobarra è un comune spagnolo di 7 973 abitaanti situato nella comunità autonoma di Castiglia-La Mancia.
Oltre al capoluogo omonimo il comune comprende le seguenti località: Aljubé, Cordovilla, Los Mardos, Mora de Santa Quiteria, Santiago de Mora, Sierra e Alborajico.
É nota soprattutto per le sue celebrazioni annuali della Settimana Santa e i tamburi.

## La Settimana santa
La settimana santa (dichiarata in Spagna "di interesse turistico nazionale") annovera sacre rappresentazioni e processioni diverse per ogni giorno (tranne il martedì e il sabato) dalla Domenica delle Palme alla domenica di Pasqua. Le principali (ufficiali) sono:
- la Domenica delle Palme c'è la processione delle Palme;
- il Lunedì la processione del Ricordo;
- il Mercoledì la processione della Cattura e la rappresentazione della Cattura e Giudizio
- il Giovedì la processione detta dell'Amarezza
- il Venerdì santo la Processione al Calvario e quella della santa sepoltura, e la rappresentazione della Benedizione e della Sepoltura (gi spettatori sono normalmente circa 30.000);
- la Domenica di resurrezione c'è la Processione del Risorto e la rappresentazione del Saluto tra il Risorto e la Madre dei dolori.

## I Tamburi

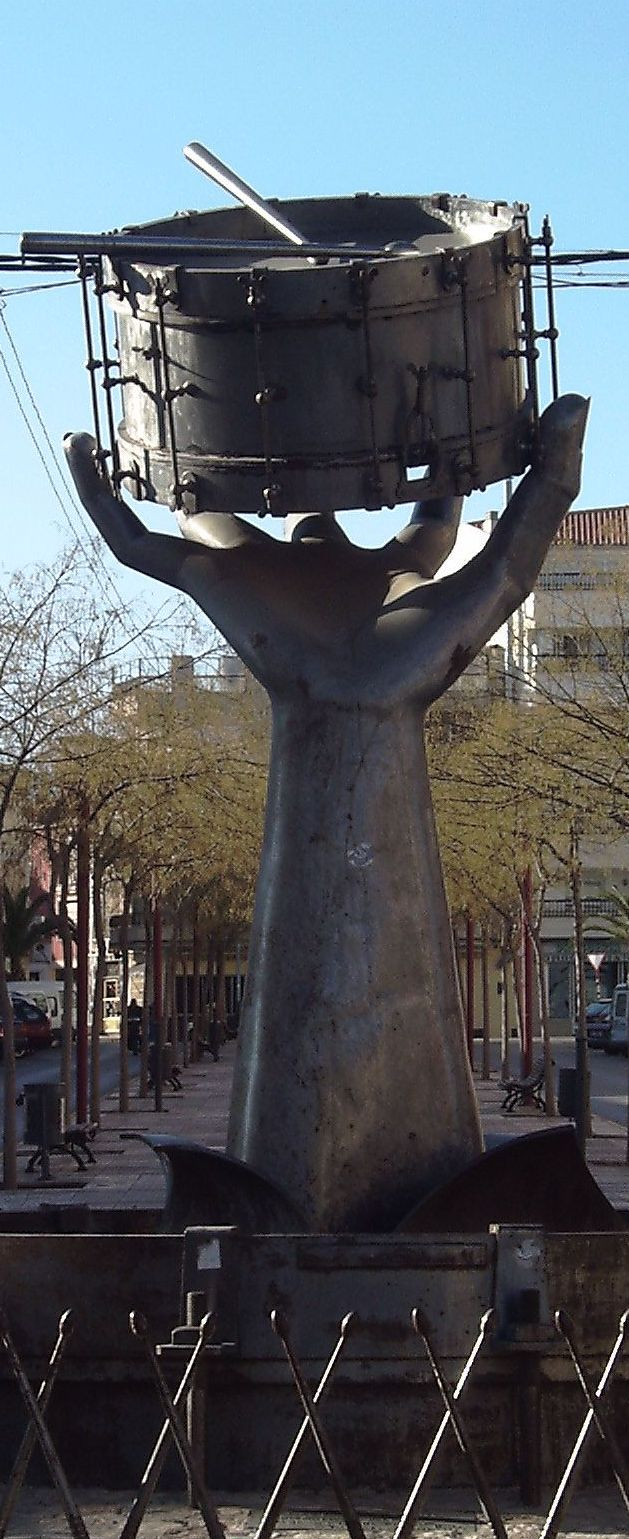
Tobarra, Monumento al tamburo

Le esecuzioni di tamburo, dette Tamboradas (che a Napoli fu tradotto in Tammuriata) durano ininterrottamente dalle 4 del pomeriggio del mercoledì alla mezzanotte del sabato santo, per 104 ore. I suonatori, di tutte le età, sono organizzati in Hermandades (confraternite) e tutti dotati di tamburi che, pur nella differenza di dimensioni, replicano uno stesso disegno, proprio della confraternita.
L'introduzione del tamburo a Tobarra si deve, pare, a tribù berbere - e risalirebbe quindi all'VIII secolo. La città è comunque una delle tappe della cosiddetta Ruta del Tambor del Sureste Español (oltre a Tobarra, Hellín, Agramón, Mula y Moratalla).
La città ospita anche un Museo del tamburo, il primo al mondo, inaugurato nel 1986, contenente strumenti di ogni continente.